# John McCrea (Schauspieler)
John McCrea (* 10. Oktober 1992 in Aldershot) ist ein britischer Schauspieler.

## Leben und Karriere
McCrea wuchs in Aldershot auf, wo er mit seiner Schwester als Kind Theaterkurse an den Wochenenden besuchte, bis er auf die Sylvia Young Theatre School ging. Mit 16 Jahren wurde er bei der Italia Conti Academy of Theatre Arts aufgenommen. Als Kind hatte er bereits mit neun Jahren eine kleine Rolle im Musical Tschitti Tschitti Bäng Bäng. Während seiner Ausbildung folgten unter anderem Rollen in The King and I und The Sound of Music als Friedrich von Trapp. Nachdem er bereits in Rent die Dragqueen Angel dargestellt hatte, verkörperte er 2017 mit 25 Jahren in der originalen West-End-Besetzung die Titelrolle des Musicals Everybody’s Talking About Jamie über einen Schüler, der auf seinem Abschlussball in Drag erschien.
Nach kleineren Serienrollen fand 2021 sein erster Auftritt in einem Kinofilm in Cruella statt. Für dessen Soundtrack interpretierte er das Lied I Wanna Be Your Dog der Band The Stooges. McCrea, der selbst schwul ist, äußerte über seine Figur Artie, dieser sei für ihn offiziell queer, worauf er von Medien als der erste offen schwule Disney-Charakter bezeichnet wurde. In der Verfilmung Everybody’s Talking About Jamie verkörpert er die jüngere Version einer von Richard E. Grant gespielten Dragqueen.

## Filmografie
- 2005: New Tricks – Die Krimispezialisten (New Tricks, Fernsehserie, 1 Episode)
- 2017: God’s Own Country
- 2018: Everybody's Talking About Jamie (ausgestrahlte Aufnahme einer Musical-Aufführung)
- 2019: Pflicht und Schande (Giri/Haji, Fernsehserie, 4 Episoden)
- 2020: Dracula (Miniserie, 1 Episode)
- 2021: Cruella
- 2021: Everybody’s Talking About Jamie (Verfilmung)
- 2021: She Will
- 2022: Pistol (Fernsehserie, 5 Episoden)
- 2022: We Hunt Together (Fernsehserie, 3 Episoden)
- 2023: Femme

## Theater-Auszeichnungen
für Everybody’s Talking About Jamie:
- 2017: Critics’ Circle Theatre Award: Vielversprechendster Newcomer – Auszeichnung
- 2018: Whatsonstage awards: Bester Schauspieler in einem Musical – Auszeichnung
- 2018: Laurence Olivier Awards: Bester Schauspieler in einem Musical – Nominierung